# André Hunebelle
André Hunebelle (Meudon, 1º settembre 1896 – Nizza, 27 novembre 1985) è stato un regista francese, celebre soprattutto per aver diretto, negli anni 1960, i tre film della trilogia di Fantomas con Jean Marais e Louis de Funès.

## Biografia
Dopo gli inizi con il musical, negli anni cinquanta si diede alla regia di film di cappa e spada, quindi nel 1958 diresse Vacanze a Malaga, film che lanciò Louis de Funès per la prima volta protagonista. Conosciuto in Italia soprattutto per la serie di film sul bandito Fantômas, diresse anche quattro film della serie dell'agente OSS 117 e un paio di film con Les Charlots, distribuiti in Italia nei cinema con titoli della serie 5 matti. Suo figlio, Jean Halain (Jean-Marie Hunebelle, 1920-2000), fu sceneggiatore di parecchi film diretti dal padre e di altri con Louis de Funès.

## Filmografia parziale
- Mission à Tanger (1949)
- Ma femme est formidable (1951)
- Massacre en dentelles (1952)
- Fate largo ai moschettieri! (Les trois mousquetaires, 1952)
- L'impossible Monsieur Pipelet (1955)
- Tredici a tavola (Treize à table, 1955)
- Mannequins de Paris (1956)
- Le collegiali (Les Collégiennes, 1956)
- Casinò de Paris (1957)
- Vacanze a Malaga (Taxi, Roulotte et Corrida, 1958)
- La spada degli Orléans (Le bossu, 1960)
- Il capitano del re (Le Capitan, 1960)
- La congiura dei potenti (Le Miracle des loups, 1961)
- I misteri di Parigi (Les mystères de Paris, 1962)
- Chi vuol dormire nel mio letto? (Méfiez-vous, mesdames!, 1963)
- OSS 117 minaccia Bangkok (Banco à Bangkok pour OSS 117, 1964)
- OSS 117 segretissimo (OSS 117 se déchaîne, 1965)
- Oss 117 furia a Bahia (Furia à Bahia pour OSS 117, 1965)
- Fantomas 70 (Fantômas, 1964)
- Fantomas minaccia il mondo (Fantômas se déchaîne, 1965)
- Fantomas contro Scotland Yard (Fantômas contre Scotland Yard, 1967)
- Niente rose per OSS 117 (Niente rose per OSS 117, 1968)
- Montecristo 70 (Sous le signe de Monte Cristo, 1968)
- Più matti di prima al servizio della regina (Les quatre Charlots mousquetaires, 1974)
- Cinque matti alla riscossa (Les Charlots en folie: À nous quatre Cardinal!, 1974)
- Ça fait tilt (1978)